# Teorema de la fluctuació
El segon principi de la termodinàmica estableix, en aparent contradicció amb les equacions del moviment i dels sistemes quàntics, les quals són reversibles quant al temps, que els sistemes poden evolucionar únicament en el sentit d'incrementar l'entropia. A aquesta contradicció se l'anomena la paradoxa de Loschmidt. El teorema de la fluctuació (TF) resol aquesta "paradoxa".

## Descripció del teorema de la fluctuació
Aquest teorema proporciona una expressió matemàtica a la probabilitat que la producció mitjana d'entropia {\displaystyle {\overline {\Sigma }}_{t}} canviï des d'un valor, A, fins al valor oposat, −A, en sistemes lluny de l'equilibri. En altres paraules, per a un sistema finit que no estigui en equilibri, durant un temps finit, el TF dona la probabilitat que l'entropia evolucioni en un sentit contrari a l'establert pel segon principi de la termodinàmica.
Matemàticament, el TF s'expressa com:
{\displaystyle {\frac {\Pr({\overline {\Sigma }}_{t}=A)}{\Pr({\overline {\Sigma }}_{t}=-A)}}=e^{At}}
Això vol dir que mentre la mida del sistema o el temps s'incrementen (com que {\displaystyle \Sigma } és extensiva), la probabilitat d'observar una producció d'entropia contrària a la que determina el segon principi de la termodinàmica disminueix exponencialment. El TF és una de les poques expressions de la mecànica estadística que és vàlida lluny de l'equilibri.
Cal fer notar que el TF no converteix al segon principi de la termodinàmica en incorrecte. El segon principi de la termodinàmica és una afirmació en referència a sistemes macroscòpics. El TF és més general. Pot ser aplicat tant a sistemes microscòpics com macroscòpics. Quan s'aplica a sistemes macroscòpics coincideix amb el segon principi de la termodinàmica.

## Desigualtat del segon principi
Una conseqüència del TF és que si realitzem un conjunt d'experiments a partir d'un temps inicial t=0, i calculem la mitjana dels temps mitjans de producció d'entropia, llavors aquesta mitjana no pot ser negativa per a cap valor del temps mesurat:
{\displaystyle \left\langle {{\overline {\Sigma }}_{t}}\right\rangle \geq 0,\quad \forall t}
A aquesta desigualtat se li diu la desigualtat del segon principi.

## Identitat de Kawasaki
Una altra conseqüència és l'anomenada identitat de Kawasaki:
{\displaystyle \left\langle {\exp[-{\overline {\Sigma }}_{t}\;t]}\right\rangle =1,\quad \forall t}
Malgrat que la desigualtat del segon principi podria portar a creure que la mitjana de Kawasaki disminuiria exponencialment amb el temps, la relació exponencial de probabilitat donada pel TF cancel·la exactament l'exponencial negativa en la mitjana de Kawasaki, produint una mitjana que val 1 per a qualsevol temps.
Com a conseqüència, les màquines molt petites, com ara la mitocondria d'una cèl·lula, passen una part del temps funcionant a la inversa. Per "inversa" s'entén que fan exactament el contrari del que és la seva funció. Un exemple de funcionament invers seria un motor de combustió interna que recollís els gasos d'escapament i absorbís calor i treball per a produir oxigen i combustible.

## Resum
El teorema de la fluctuació és d'una importància fonamental en la mecànica estadística aplicada als sistemes lluny de l'equilibri.
El TF (juntament amb l'axioma de la causalitat) generalitza el segon principi i l'inclou com a cas particular.